# Emil Roșu
Emil Roșu (n. 4 aprilie 1912, Geoagiu, Județul Hunedoara – d. 2 ianuarie 1997, Iași) a fost un agronom, zootehnist și profesor universitar român, fondator al catedrei moderne de Alimentația animalelor domestice la Institutul Agronomic „Ion Ionescu de la Brad” din Iași. Prin contribuțiile sale științifice și didactice, a dezvoltat studii fundamentale privind valoarea nutritivă a furajelor și utilizarea antibioticelor în hrana animalelor, fiind recunoscut ca un reprezentant de seamă al școlii românești de zootehnie.

## Biografie
Emil Roșu s-a născut la 4 aprilie 1912 în Geoagiu, județul Hunedoara, într-o familie de funcționari. A urmat școala primară în Geoagiu, continuând în limba română după Marea Unire din 1918, și a absolvit liceul „Aurel Vlaicu” din Orăștie în 1929. Între 1931 și 1935, a studiat la secția Științe naturale a Facultății de Științe, Universitatea Daciei Superioare din Cluj, obținând licența. În paralel, a urmat cursurile Seminarului Pedagogic Universitar, pregătindu-se pentru cariera didactică. În 1938, s-a înscris la Facultatea de Agronomie din Chișinău, absolvind-o în 1940 și obținând diploma de inginer agronom cu distincția „Magna cum Laude” în 1942. În 1949, a susținut teza de doctorat în agronomie, „Metodologia de organizare a alimentației animalelor în fermă”, sub îndrumarea profesorului Theodor Nica.
A debutat ca asistent la disciplina Culturi furajere a Facultății de Agronomie din Cluj, funcționând la Timișoara (1940–1942), apoi s-a transferat la Facultatea de Agronomie din Iași (1942–1945), unde a fost șef de lucrări sub conducerea profesorului Agricola Cardaș. În 1945, a revenit la Timișoara, predând Alimentația animalelor domestice, iar în 1949 a devenit conferențiar la Institutul de Zootehnie și Medicină Veterinară din Arad. În 1952, a fost numit rector al Institutului Agronomic „Nicolae Bălcescu” din București și șef al catedrei de Alimentația animalelor domestice. Din 1954, s-a stabilit definitiv la Iași, consolidând catedra de Alimentația animalelor domestice la Institutul Agronomic „Ion Ionescu de la Brad”, unde a activat până la pensionarea sa în 1974, continuând ca profesor consultant și îndrumător de doctorate. A murit la 2 ianuarie 1997, în Iași.

## Activitate științifică și publicistică
Emil Roșu a adus contribuții majore în zootehnie, concentrându-se pe valoarea nutritivă a furajelor și utilizarea antibioticelor în hrana animalelor. A publicat peste 50 de lucrări științifice, abordând pășuni, pajiști artificiale, porumb hibrid și reziduuri de antibiotice. A coordonat laboratoare și cantoane pastorale la Dărmănești (Bacău) și Rarău (Suceava), modernizând cercetarea furajelor.

### Cercetări în alimentația animalelor
Roșu a studiat valoarea nutritivă a diverselor furaje, analizând compoziția chimică, digestibilitatea și impactul asupra producției animale. Lucrări precum „Contribuții la stabilirea valorii nutritive a pășunilor de coastă” (1959) și „Contribuții la stabilirea valorii nutritive a pajiștilor naturale ameliorate” (1960) au oferit date esențiale pentru optimizarea hrănirii animalelor. A cercetat, de asemenea, efectele antibioticelor în alimentație, colaborând cu Fabrica de Penicilină din Iași, rezultatele fiind publicate în 23 de referate. Studiile sale au demonstrat importanța reziduurilor de penicilină în creșterea animalelor, influențând practica zootehnică.

### Lucrări majore
Tratatul „Alimentația animalelor domestice” (1966, Editura Didactică și Pedagogică, 347 pagini) este considerat o operă de referință, structurată în patru părți: aprecierea valorii nutritive, studiul furajelor, normarea alimentației și aplicarea practică. Lucrarea combină cercetările proprii cu bibliografia internațională, oferind un ghid practic pentru zootehniști. „Proteinele din furaje” a aprofundat rolul proteinelor în nutriția animală, devenind o contribuție semnificativă pentru stabilirea rațiilor optime. Alte lucrări includ „Curs de alimentație” (1956) și capitolul dedicat alimentației din „Manualul inginerului agronom” (1954), ambele esențiale pentru învățământul agronomic.

### Contribuții administrative
Ca rector al Institutului Agronomic din București (1952–1954) și Iași (1954–1961), Roșu a reorganizat învățământul zootehnic, modernizând curricula și laboratoarele. A coordonat editarea Anuarului științific al Institutului din Iași și a facilitat schimburi de publicații cu peste 250 de instituții internaționale. A revitalizat Centrul zootehnic de la ferma Adamachi, consolidând cercetarea aplicată. Sub îndrumarea sa, 22 de doctoranzi au obținut titlul de doctor în științe agricole.

## Distincții
- Doctor în Agronomie (1949)
- Magna cum Laude, Facultatea de Agronomie, Chișinău (1942)

## Lucrări publicate
- „Curs de alimentație”, ED.P., 1956.
- „Contribuții la stabilirea valorii nutritive a pășunilor de coastă cu păiușuri”, Lucrări științifice, IA, București, 1959.
- „Contribuții la stabilirea valorii nutritive a pajiștilor artificiale înființate pe coastele erodate”, Lucrări științifice, IA, București, 1959.
- „Utilizarea reziduurilor de la fabricarea penicilinei în hrana animalelor domestice”, Lucrări științifice, IA, București, 1959.
- „Contribuții la stabilirea valorii nutritive a pajiștilor naturale ameliorate de la Dărmănești–Bacău”, Lucrări științifice, IA, București, 1960.
- „Alimentația animalelor domestice”, EDP, 1962.
- „Alimentația animalelor domestice”, EDP, 1966.
- „Proteinele din furaje”, Editura Ceres, București, 1970.